# Canadian Soccer Association
Canadian Soccer Association ordnar med den organiserade fotbollen i Kanada.

## Historik
På ett möte den 24 maj 1912 bildades Dominion of Canada Football Association. Man gick med i Fifa den 31 december 1912. Den 21 juni 1926 lämnade man FIFA, för att återinträda den 20 juni 1948.

## Organisation

### Seniornivå
1. Kanadas herrlandslag i fotboll
2. Kanadas damlandslag i fotboll
3. Kanadas herrlandslag i stranfotboll
4. Kanadas herrlandslag i fotboll för CP-skadade
5. Kanadas herrlandslag i futsal

### Ungdom
1. Kanadas U23-herrlandslag i fotboll
2. Kanadas U20-herrlandslag i fotboll
3. Kanadas U20-damlandslag i fotboll
4. Kanadas U17-herrlandslag i fotboll
5. Kanadas U17-damlandslag i fotboll

### Ligor och organisationer
1. Major League Soccer (MLS)
2. North American Soccer League (NASL)
3. Canadian Soccer League (CSL)
4. United Soccer Leagues (USL)